# Lodewijk van Frankrijk (1707-1712)

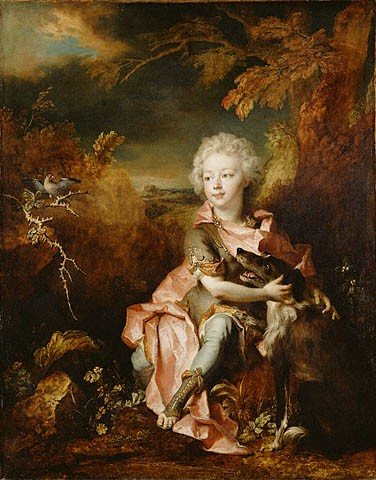
Lodewijk, de kleine dauphin van Frankrijk.

Lodewijk van Frankrijk (Kasteel van Versailles, 8 januari 1707 - verm. aldaar, 8 maart 1712), dauphin van Frankrijk en hertog van Bretagne, was de tweede zoon van Lodewijk, hertog van Bourgondië, en Maria Adelheid van Savoye.
Zijn grootouders aan vaderskant waren Lodewijk, le Grand Dauphin en Maria Anna van Beieren. Zijn grootouders aan moederskant waren Victor Amadeus II van Sardinië en Anne Marie van Orléans, de jongste dochter van Filips I, hertog van Orléans, en diens eerste vrouw Henriëtta Anne van Engeland.
Bij zijn geboorte was Lodewijk de derde in de lijn voor troonopvolging van zijn overgrootvader, Lodewijk XIV, die op dat moment koning was. Vóór Lodewijk was er al een oudere broer geweest die eveneens Lodewijk heette (1704-1705).
Zijn grootvader aan vaderskant, Lodewijk (le Grand Dauphin), dauphin van Frankrijk en prins van Viana, stierf op 14 april 1711. Lodewijks vader werd toen dauphin, en Lodewijk zelf werd nu tweede in lijn voor de troonopvolging. Zijn beide ouders liepen begin 1712 een ziekte op. Zijn moeder stierf als eerste op 12 februari. Zijn vader volgde haar op 18 februari. Door de dood van zijn vader werd Lodewijk nu de dauphin, troonopvolger en erfgenaam van zijn overgrootvader Lodewijk XIV van Frankrijk. Minder dan een maand later na de dood van zijn ouders, stierf ook Lodewijk zelf op 8 maart 1712.
Lodewijk werd begraven in de Saint Denisbasiliek. Zijn jongere broer, de hertog van Anjou, werd de nieuwe dauphin en volgde in 1715 zijn overgrootvader op als koning Lodewijk XV van Frankrijk.